# Heorhi Sviridenko
Heorhi Sviridenko   (Minsk, 3 de desembre de 1962) és un jugador d'handbol belarús, ja retirat, que va competir durant les dècades de 1980 i 1990. Un cop retirat passà a exercir d'entrenador en diferents equips d'handbol. És germà de la jugadora de bàsquet Irina Sumnikova.
El 1988 va prendre part en els Jocs Olímpics de Seül, on guanyà la medalla d'or en la competició d'handbol. En el seu palmarès també destaca una medalla de plata al Campionat del Món d'handbol de 1990.
A nivell de clubs jugà al SKA Minsk (1981-1990) i diversos clubs italians i alemanys. En el seu palmarès destaquen cinc edicions de la lliga soviètica (1984, 1985, 1986, 1988 i 1989), la Copa d'Europa de 1987, 1989, 1990, la Recopa d'Europa de 1983 i 1988.
Una vegada retirat passà a exercir d'entrenador en diferents equips d'handbol.